# Kinke
Die Kink, Kinke oder der Kinken (auch Kunke sowie ostfriesisch Kinkel und Krinkel, von span. conchile, Schnecke) steht in der Seemannssprache für einen Drehtörn (Windung, Auge oder Schlaufe), eine verdrehte Schlinge.
Wenn das in Törns aufgeschossene Tau beim Ablaufen Verdreher (Kringel) bildet, die sich immer enger zusammenziehen, statt sich wieder aufzulösen, so wird der resultierende Seildefekt in der Art einer Knickstelle, Biegung oder Falte ebenfalls als Kink bezeichnet.
Eine krumm liegende, verwirrte, vertörnte Leine sollte beim Ablaufen durch die Hand geführt werden, um die Bildung von Kinken zu vermeiden.
Das Grimmsche Wörterbuch beschreibt Kinken als „Verdrehung eines Taues, Falten oder Augen, welche neue oder hart gedrehte Taue in sich selbst machen. Auch bei den Schneidern vom Faden gebraucht, der von selbst sich verwickelnd einen Knoten macht.“